# Scopula decorata
Pour les articles homonymes, voir Phalène.
Espèce
Scopula decorata, la Phalène décorée, Acidalie décorée ou Cendrée, est une espèce de lépidoptères (papillons) de la famille des Geometridae dont la plante-hôte est le thym. Elle se rencontre en Europe.

## Description
Scopula decorata a une envergure de 20 à 23 mm.
L'adulte vole en deux générations de fin mai à août.